# Prosthechea arminii
Prosthechea arminii är en orkidéart som först beskrevs av Heinrich Gustav Reichenbach, och fick sitt nu gällande namn av Carl Leslie Withner och Patricia A. Harding. Prosthechea arminii ingår i släktet Prosthechea och familjen orkidéer. Inga underarter finns listade i Catalogue of Life.